# Шведська абетка
Шведська абетка (швед. Svenska alfabetet) — система письма, що заснована на латинській системі письма, і використовується при написанні шведською мовою. 29 літер цієї абетки — це сучасні 26 літер із базової латинської абетки (від A до Z) і додаткові літери Å, Ä, і Ö. Абетка містить 20 приголосних і 9 голосних літер (a e i o u y å ä ö). Латинський алфавіт був принесений до Швеції під час масштабної християнізації населення, хоча в перші її століття продовжували використовуватися руни, навіть для церковних цілей, попри те, що вони мають традиційне відношення до язичництва. Руни пережили часткову «латинізацію» в Середні віки,, коли латинський алфавіт було загальноприйнято як система письма у Швеції, але руни продовжували зустрічатися, особливо у невеликих населених пунктах, до XVIII століття, а в XIX столітті ще використовувалися як декоративний елемент. Вважається, що розвиток грамотності серед населення був вищий (майже загальний), коли активно використовувалися руни, ніж у перші століття використання латинського алфавіту.
Вимова назв літер (може не відповідати тому звуку, який вони позначають) наведена нижче:
| Літера | Літера | Назва |
| ------ | ------ | ----- |
| A      | a      | [ɑː]  |
| B      | b      | [beː] |
| C      | c      | [seː] |
| D      | d      | [deː] |
| E      | e      | [eː]  |
| F      | f      | [ɛfː] |

| Літера | Літера | Назва |
| ------ | ------ | ----- |
| G      | g      | [ɡeː] |
| H      | h      | [hoː] |
| I      | i      | [iː]  |
| J      | j      | [jiː] |
| K      | k      | [koː] |
| L      | l      | [ɛlː] |

| Літера | Літера | Назва |
| ------ | ------ | ----- |
| M      | m      | [ɛmː] |
| N      | n      | [ɛnː] |
| O      | o      | [uː]  |
| P      | p      | [peː] |
| Q      | q      | [kʉː] |
| R      | r      | [ærː] |

| Літера | Літера | Назва         |
| ------ | ------ | ------------- |
| S      | s      | [ɛsː]         |
| T      | t      | [teː]         |
| U      | u      | [ʉː]          |
| V      | v      | [veː]         |
| W      | w      | [ˈdɵ̂bːɛlˌveː] |
| X      | x      | [ɛks]         |

| Літера | Літера | Назва    |
| ------ | ------ | -------- |
| Y      | y      | [yː]     |
| Z      | z      | [ˈsɛ̂ːta] |
| Å      | å      | [oː]     |
| Ä      | ä      | [ɛː]     |
| Ö      | ö      | [øː]     |